# Aion (автомобильная марка)
Aion (кит. 埃安; пиньинь: Āiān) — китайская марка электромобилей Гуанчжоуской автомобильной корпорации GAC Group. Была представлена в 2018 году как суббренд, а в 2020 году как марка.

## История
Aion был представлен как суббренд электромобилей под брендом GAC New Energy в 2018 году. Первая модель, Aion S, была показана публике в ноябре на выставке Auto Guangzhou. В ноябре 2020 года Aion была объявлена торговой маркой GAC Group, заменив GAC New Energy.
В 2019 году GAC анонсировала 12 новых моделей, в число которых в конечном итоге вошли LX, V и Y.
В 2021 году GAC объявила, что новейший Aion V будет оснащен графеновой батареей, которая сможет заряжаться от 0 до 80% за 8 минут, добавляя 70 кВт⋅ч заряда.
В 2021 году Aion анонсировала зарядную станцию A480, 480 кВт, 1000 В. Зарядка 35,1 кВт⋅ч (30–80%) нового Aion V 6C менее чем за 5 минут и зарядка 0–80% за 8 минут.
В сентябре 2022 года Aion представила спортивный автомобиль Hyper SSR вместе с новым логотипом бренда.

## Модельный ряд

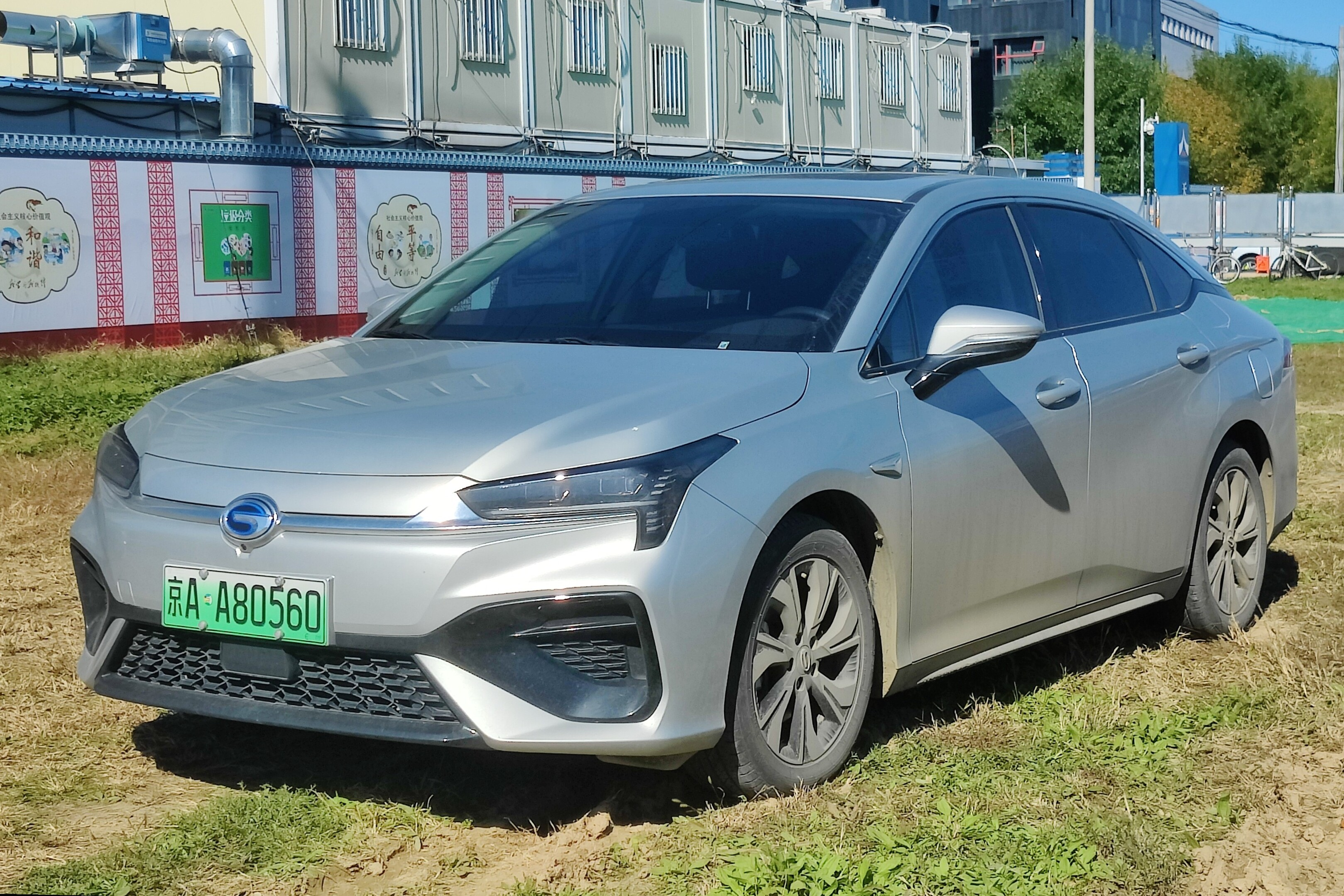
Aion S (с 2019) — седан
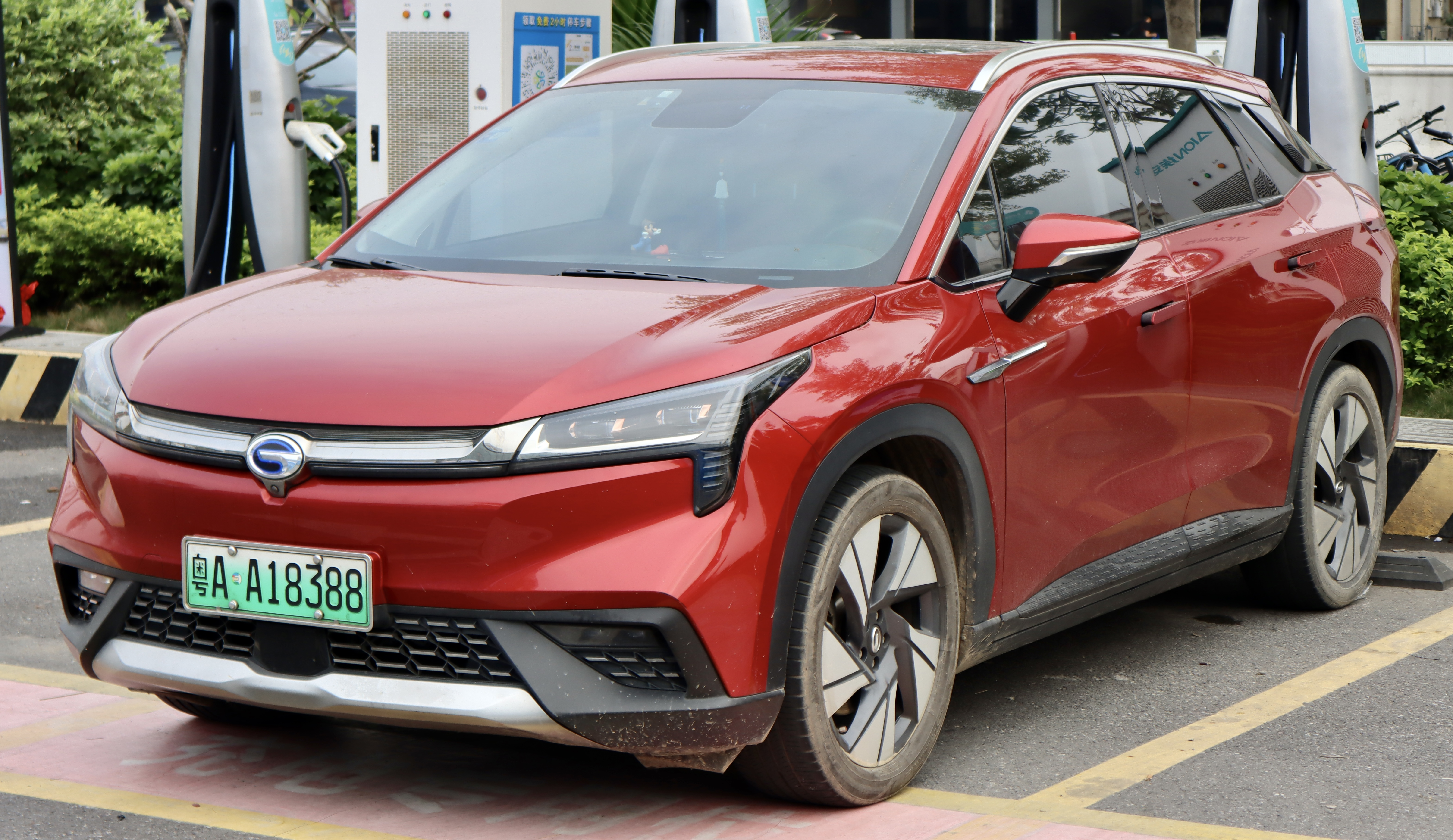
Aion LX (с 2019) — кроссовер
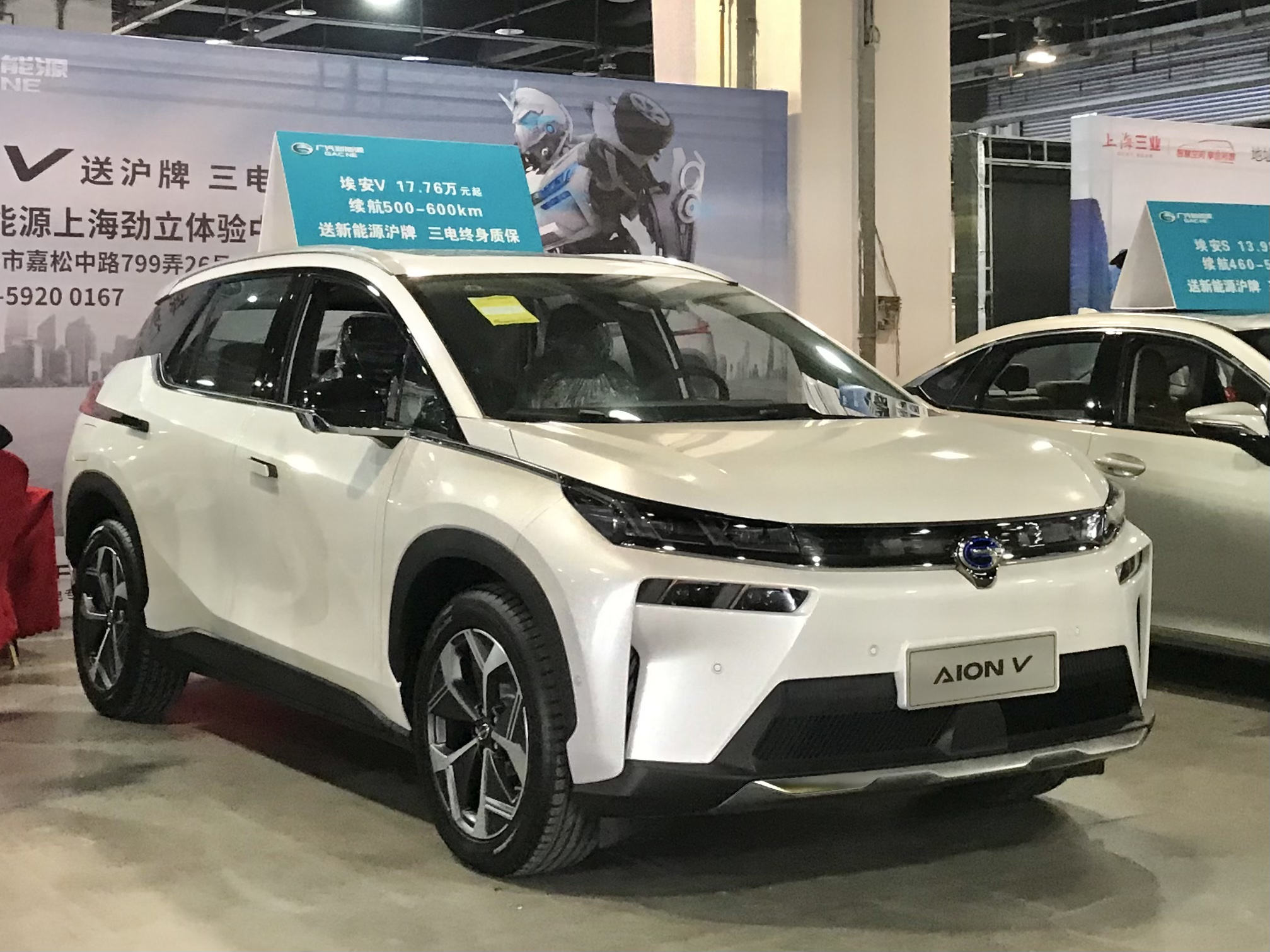
Aion V (с 2020) — кроссовер
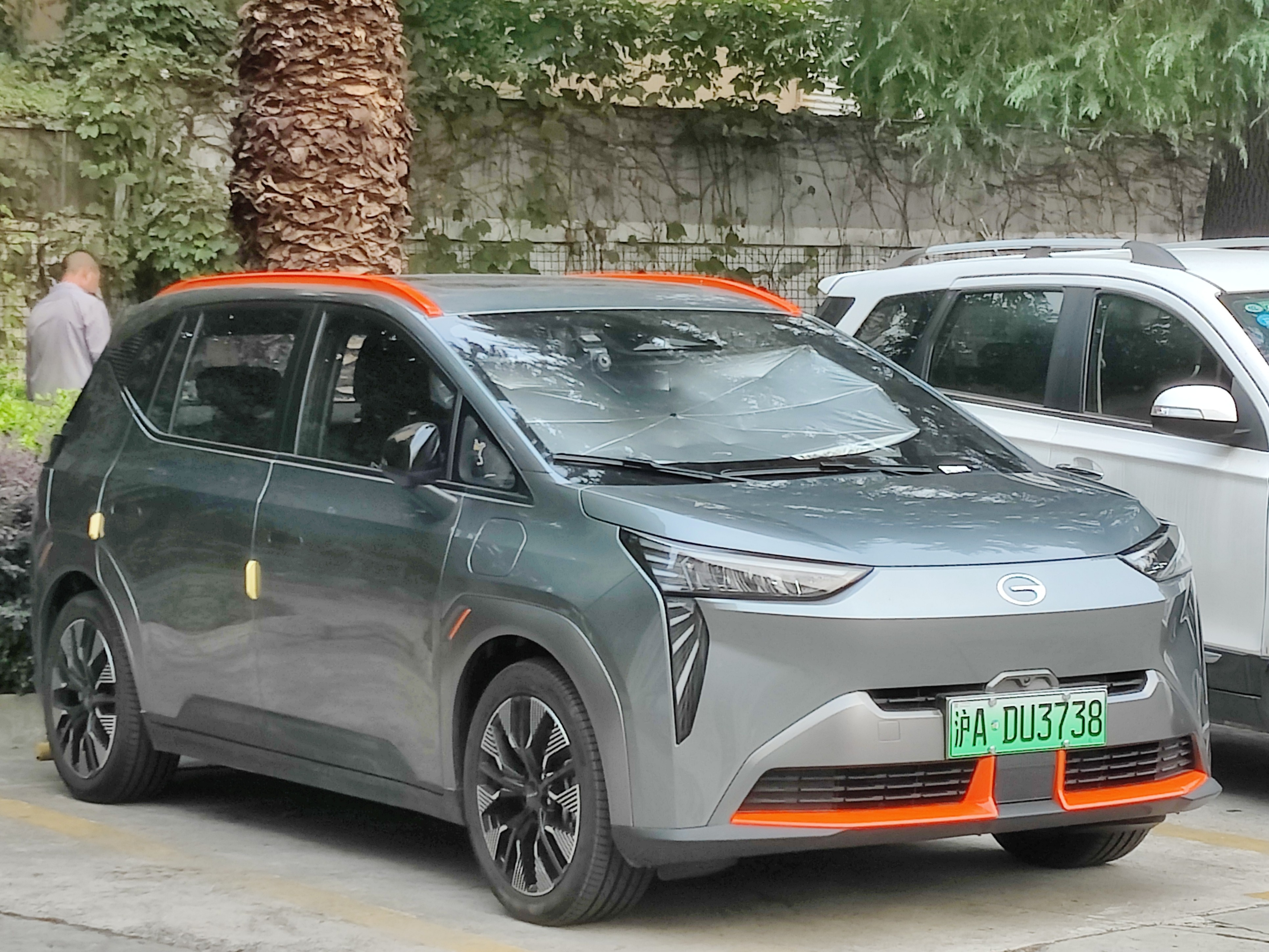
Aion Y (с 2021) — кроссовер
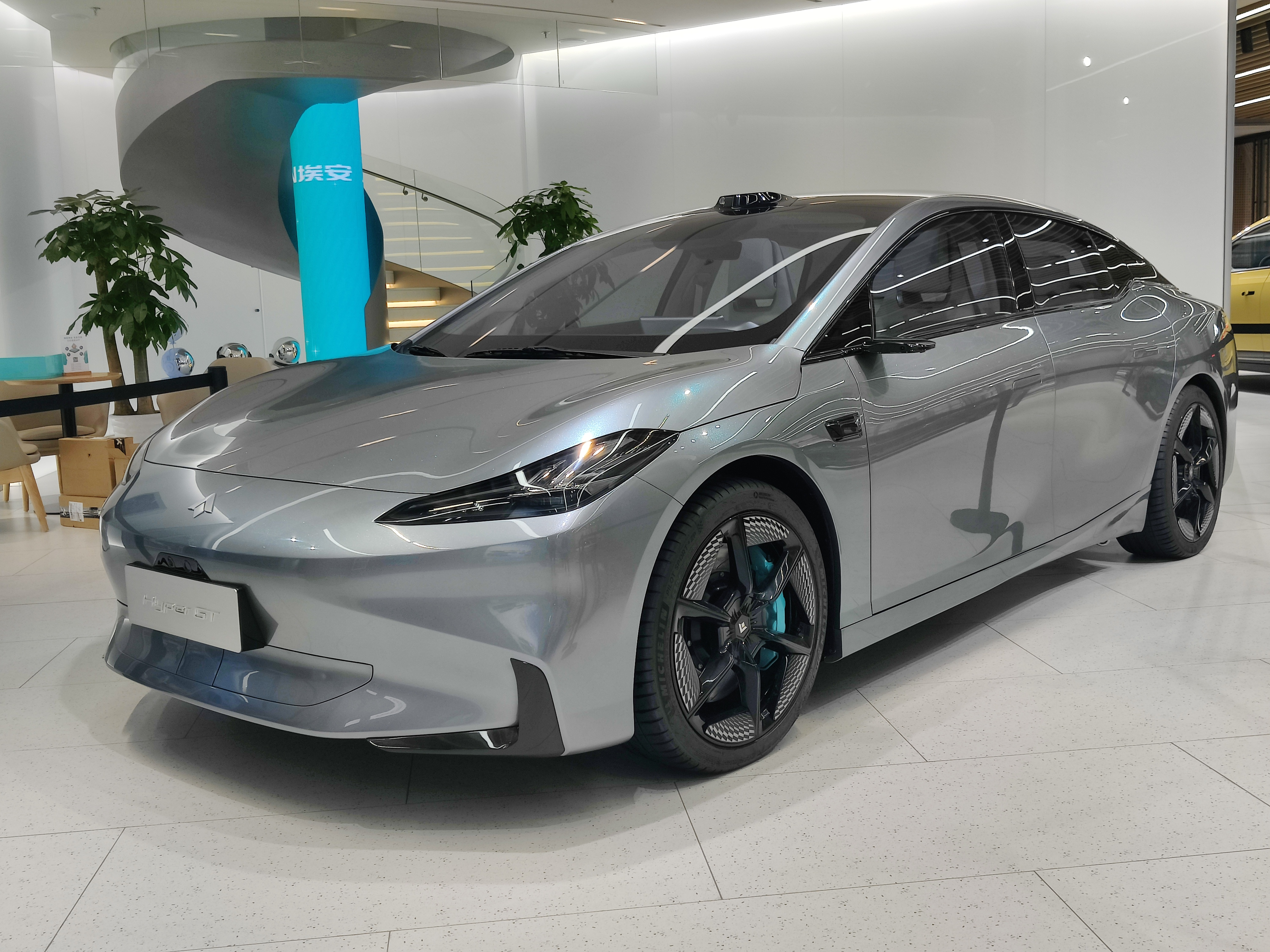
Aion Hyper GT (с 2023) — спортивный седан
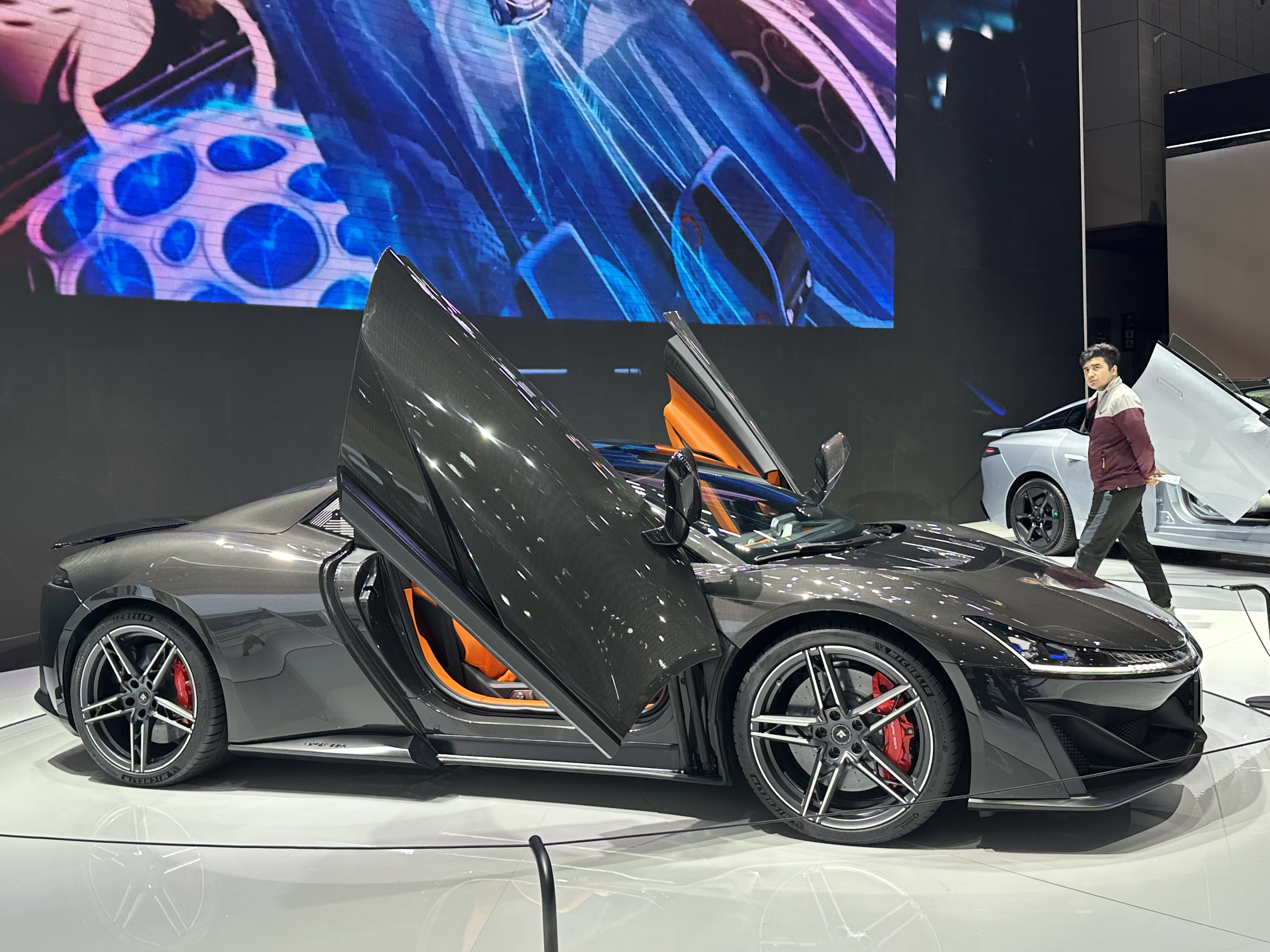
Aion Hyper SSR (с 2023) — спорткар

## Hycan
В мае 2019 года GAC и NIO объявили о создании совместного предприятия по производству электромобилей под названием Hycan. Это совместное предприятие произвело два автомобиля: Hycan 007 и Hycan Z03, оба основаны на существующих автомобилях Aion (Aion LX и Aion Y соответственно).
В начале 2021 года доля NIO в Hycan была снижена до 4,5%, а к августу 2021 года компания объявила о намерении развивать собственный бренд начального уровня, поставив под сомнение будущее участие компании в Hycan.